# Episodi di Elementary (quarta stagione)
La quarta stagione della serie televisiva Elementary è stata trasmessa sul canale statunitense CBS, dal 5 novembre 2015 all'8 maggio 2016.
In Italia la stagione è stata trasmessa dal 26 marzo 2016 al 20 marzo 2017. I primi ventidue episodi sono stati trasmessi in prima visione in chiaro su Rai 2 fino al 21 gennaio 2017, mentre i restanti due sono stati trasmessi in prima visione dal canale a pagamento Fox Crime il 20 marzo 2017. In chiaro sono andati in onda il 3 e il 10 giugno 2017 su Rai 2.
| nº | Titolo originale                  | Titolo italiano                  | Prima TV USA     | Prima TV Italia  |
| -- | --------------------------------- | -------------------------------- | ---------------- | ---------------- |
| 1  | The Past Is Parent                | Rivelazione                      | 5 novembre 2015  | 26 marzo 2016    |
| 2  | Evidence of Things Not Seen       | Tecniche di persuasione          | 12 novembre 2015 | 26 marzo 2016    |
| 3  | Tag, You're Me                    | La confraternita                 | 19 novembre 2015 | 2 aprile 2016    |
| 4  | All My Exes Live in Essex         | Famiglie allargate               | 26 novembre 2015 | 9 aprile 2016    |
| 5  | The Games Underfoot               | Giochi sepolti                   | 10 dicembre 2015 | 16 aprile 2016   |
| 6  | The Cost of Doing Business        | Il prezzo del business           | 17 dicembre 2015 | 23 aprile 2016   |
| 7  | Miss Taken                        | La bugiarda                      | 7 gennaio 2016   | 30 aprile 2016   |
| 8  | A Burden of Blood                 | Patto di sangue                  | 14 gennaio 2016  | 7 maggio 2016    |
| 9  | Murder Ex Machina                 | Delitto ex machina               | 21 gennaio 2016  | 14 maggio 2016   |
| 10 | Alma Matters                      | Alma Mater                       | 28 gennaio 2016  | 21 maggio 2016   |
| 11 | Down Where the Dead Delight       | Laggiù coi morti                 | 4 febbraio 2016  | 28 maggio 2016   |
| 12 | A View With a Room                | Vista con camera                 | 11 febbraio 2016 | 4 giugno 2016    |
| 13 | A Study in Charlotte              | Veleni                           | 18 febbraio 2016 | 1º ottobre 2016  |
| 14 | Who Is That Masked Man?           | Chi è l'uomo mascherato?         | 25 febbraio 2016 | 8 ottobre 2016   |
| 15 | Up to Heaven and Down to Hell     | Su in paradiso e giù all'inferno | 3 marzo 2016     | 8 ottobre 2016   |
| 16 | Hounded                           | Braccato                         | 10 marzo 2016    | 19 novembre 2016 |
| 17 | You've Got Me, Who's Got You?     | I supereroi                      | 20 marzo 2016    | 26 novembre 2016 |
| 18 | Ready or Not                      | Pronti o no                      | 27 marzo 2016    | 3 dicembre 2016  |
| 19 | All In                            | La partita a poker               | 10 aprile 2016   | 10 dicembre 2016 |
| 20 | Art Imitates Art                  | L'arte imita l'arte              | 10 aprile 2016   | 17 dicembre 2016 |
| 21 | Ain't Nothing Like The Real Thing | Niente è più come appare         | 17 aprile 2016   | 14 gennaio 2017  |
| 22 | Turn It Upside Down               | Il punto di vista                | 24 aprile 2016   | 21 gennaio 2017  |
| 23 | The Invisible Hand                | La mano invisibile               | 1º maggio 2016   | 20 marzo 2017    |
| 24 | A Difference in Kind              | Un diverso tipo                  | 8 maggio 2016    | 20 marzo 2017    |

## Rivelazione
- Titolo originale: The Past is Present
- Diretto da: John Polson
- Scritto da: Robert Doherty

### Trama
Dopo aver aggredito Oscar Rankin e aver avuto una ricaduta nella droga Sherlock riceve la visita di suo padre, intanto aspetta che il procuratore decida se mandarlo in prigione oppure no. Ma prima viene avvicinato da un uomo che gli chiede di risolvere il caso della moglie scomparsa da un anno, poco prima di suicidarsi davanti a lui.
- Ascolti USA: telespettatori 5 580 000[2]
- Ascolti Italia: telespettatori 1 188 000 – share 5,32%[3]

## Tecniche di persuasione
- Titolo originale: Evidence of Things Not Seen
- Diretto da: Ron Fortunato
- Scritto da: Jason Tracey

### Trama
Dopo la visita di suo padre, che si offre di aiutarlo a riavere il suo lavoro al dipartimento di New York, Sherlock e Watson vengono chiamati dall'agente Gary Burke dell'FBI per indagare sull'omicidio di alcuni ricercatori di Neuroeconomia: pare che i tre studiassero un algoritmo che mappa le aree del cervello più suggestionabili. Sherlock pensa che l'assassino possa essere stato fatto entrare da uno dei ricercatori: la dottoressa Gail Sarkisian. Pare che da mesi la donna avesse una relazione con un certo Dan Zheng, questo porta alla pista dello spionaggio cinese. Ma quando l'FBI si concentra su questa pista la foto di Zheng è già su tutti notiziari. L'uomo si costituisce dichiarandosi innocente, ha anche un alibi al momento degli omicidi. Sherlock scopre dalle sue email personali che la ricerca della dottoressa Sarkisian non porta a nulla. Il movente sembra più personale così si concentrano sul ex marito della dottoressa Sarkisian, un uomo che aspira a ricreare un governo di tipo neo monarchico reazionario. Forse voleva sfruttare la ricerca dell'ex moglie per vendere le sue idee alle masse. Ma, secondo lui, la responsabilità potrebbe essere del suo capo Samuel Marr, che aveva fortemente insistito nella ricerca. Gli omicidi e la conseguente fuga di notizie su un algoritmo per "il lavaggio del cervello" però crea uno scandalo che spinge alle dimissioni Marr. Watson ha l'intuizione che chi ci guadagna da tutta la storia è la vice di Marr, le prove però sono scarse, finché Sherlock non si ricorda del ratto morto nel laboratorio, a quanto pare è morto per asfissia. Tra i progetti del laboratorio c'era anche quello per uno scudo dissuasore. La donna ha usato lo scudo che causa problemi di respirazione per indebolire tutti e non essere disarmata prima. Eliminando contemporaneamente una ricerca inconcludente e cacciare Marr per fare carriera.
- Ascolti USA: telespettatori 5 160 000[4]
- Ascolti Italia: telespettatori 992 000 – share 5,16%[3]

## La confraternita
- Titolo originale: Tag, You're Me
- Diretto da: Christine Moore
- Scritto da: Bob Goodman

### Trama
Sherlock aiuta suo padre a risolvere un affare che lo tiene a New York, nella speranza che poi si allontani dalla città. Nel frattempo, insieme a Watson e alla polizia indaga su un caso di duplice omicidio in cui le vittime risultano essere l'uno il sosia dell'altro. Inizialmente pare essere coinvolto un sito che trova i sosia, ma dalle indagini verranno fuori informazioni su un vecchio caso di omicidio che sembrava archiviato.
- Ascolti USA: telespettatori 5 610 000[5]
- Ascolti Italia: telespettatori 1 286 000 – share 5,23%[6]

## Famiglie allargate
- Titolo originale: All My Exes Live in Essex
- Diretto da: Michael Pressman
- Scritto da: Robert Hewitt Wolfe

### Trama
Sherlock e Watson indagano insieme alla polizia sull'omicidio di una donna, la quale si scopre convivere con due mariti contemporaneamente. In realtà la donna aveva già in precedenza fatto parte di una famiglia allargata con i cui componenti aveva avuto problemi, per cui risultano tutti sospettati. Nel frattempo una poliziotta, Gina Torres indaga su Joan Watson.
- Ascolti USA: telespettatori 5 320 000[7]
- Ascolti Italia: telespettatori 1 222 000 – share 4,89%[8]

## Giochi sepolti
- Titolo originale: The Games Underfoot
- Diretto da: Alex Chapple
- Scritto da: Arika Lisanne Mittman

### Trama
Alfredo sta meglio e torna a New York da Chicago, lui è Sherlock però non si incontrano alle riunioni da settimane. Holmes e Watson indagano sulla morte di un uomo Eddie Ross, pugnalato e bruciato nel suo appartamento. Sembra che l'uomo scavasse in zone diverse della città senza un apparente motivo, si scopre che stava scavando in discariche interrate, in particolare in quelle a partire dagli anni '70 alla ricerca di un vecchio videogioco: Nottingham Knight, che però fu ritirato presto dal mercato, Ross ne cercava alcune copie buttate via. Essendo molto raro è anche molto costoso.
- Ascolti USA: telespettatori 5 000 000[9]
- Ascolti Italia: telespettatori 1 260 000 – share 5,23%[10]

## Il prezzo del business
- Titolo originale: The Cost of Doing Business
- Diretto da: Aaron Lipstadt
- Scritto da: Jason Tracey

### Trama
Un cecchino spara sulla folla in centro a New York, non ci sono rivendicazioni e il tutto sembra riconducibile al lavoro di un lupo solitario. Il padre di Sherlock pensa di sapere chi è il responsabile e gli chiede aiuto.
- Ascolti USA: telespettatori 5 920 000[11]
- Ascolti Italia: telespettatori 1 216 000 – share 5,01%[12]

## La bugiarda
- Titolo originale: Miss Taken
- Diretto da: Guy Ferland
- Scritto da: Tamara Jaron

### Trama
Il ritrovamento di un cadavere fatto a pezzi in una segheria porta Holmes a Watson a indagare. La vittima è un agente FBI in pensione Bob Underhill, stava indagando su vecchi casi irrisolti, in particolare il caso di una bambina sparita a dieci anni, Mina Davenport, e ritrovata dieci anni dopo. Intanto Joan deve parlare con il suo patrigno, che scrive con uno pseudonimo storie ispirate su di lei e Holmes.
- Ascolti USA: telespettatori 6 710 000[13]
- Ascolti Italia: telespettatori 1 544 000 – share 6,37%[14]

## Patto di sangue
- Titolo originale: A Burden of Blood
- Diretto da: Christine Moore
- Scritto da: Nick Thiel

### Trama
Una donna viene soffocata nella sua auto con un sacchetto, aveva lasciato un messaggio vocale al marito mentre veniva uccisa. Dall'autopsia emerge che la donna era incinta anche se aveva fatto la sterilizzazione ovarica anni prima. Tutto suggerisce che il marito non sia il padre, così si cerca un amante. Nel frattempo il detective Bell chiede l'aiuto di Joan per superare l'esame da sergente.
- Ascolti USA: telespettatori 5 980 000[15]
- Ascolti Italia: telespettatori 1 459 000 – share 6,13%[16]

## Delitto ex machina
- Titolo originale: Murder Ex Machina
- Diretto da: Guy Ferland
- Scritto da: Robert Hewitt Wolfe

### Trama
Dopo una sparatoria davanti a uno strip club, gli attentatori finiscono con la macchina giù da un ponte. Holmes pensa a un sabotaggio della macchina, guidata a distanza con un dispositivo da remoto. Chi ha scritto il programma è Fiona Helbron, una programmatrice neuroatipica. Joan riceve la visita di Morland Holmes, che la invita a cena.
- Ascolti USA: telespettatori 6 330 000[17]
- Ascolti Italia: telespettatori 1 258 000 – share 5,25%[18]

## Alma Mater
- Titolo originale: Alma Matters
- Diretto da: Larry Teng
- Scritto da: Bob Goodman

### Trama
Sherlock affronta suo padre sulla vere ragioni della sua permanenza a New York, dell'attentato alla sua vita a Parigi che ha portato alla morte di Sabine Raul, sua compagna, pare che Sherlock fosse tra i sospettati dell'attentato. Lui e Watson intanto vengono incaricati di indagare su un omicidio. Il movente, sarebbe un sistema collaudato di truffe messo in atto da una università a scopo di lucro, ai danni di ex tossici, senzatetto e in persone in libertà vigilata che cercano di rifarsi una vita attraverso una laurea, che poi si rivela fasulla e pieni di debiti scolastici da ripagare. Gli unici testimoni dell'omicidio sono dei ladruncoli d'appartamento. 
- Ascolti USA: telespettatori 6 090 000[19]
- Ascolti Italia: telespettatori 1 139 000 – share 5,54%[20]

## Laggiù coi morti
- Titolo originale: Down Where the Dead Delight
- Diretto da: Jerry Levine
- Scritto da: Jeffrey Paul King

### Trama
Un cadavere imbottito di esplosivo viene fatto esplodere in obitorio: questo cancella le prove dell'omicidio di una ragazza strangolata. Scoperto che questa era una spacciatrice si indaga su un ragazzino, che comprava droga da lei e che era ossessionato dalla ragazza. Il ragazzino si rivela però innocente: il padre, impaurito dalle problematiche sociali del figlio, aveva ucciso la ragazza per proteggerlo e infine fatto esplodere un cadavere per eliminare le prove. Watson viene contattata dalla detective Cortes, con cui aveva precedentemente avuto dei contrasti, la quale le chiede di aiutarla a trovare un criminale scomparso.
- Guest star: John Finn (Neil Dannon).
- Ascolti USA: telespettatori 6 230 000[21]
- Ascolti Italia: telespettatori 833 000 – share 4,01%[22]

## Vista con camera
- Titolo originale: A View with a Room
- Diretto da: John Polson
- Scritto da: Richard C. Okie

### Trama
Sherlock continua a indagare sul tentato omicidio di suo padre e Watson viene incaricata da Fiona, una programmatrice di un vecchio caso, di indagare sul suo nuovo capo. Sherlock intanto aiuta la narcotici a sottrarre a una gang di motociclisti e spacciatori, la Stirpe di Satana, un computer contenente le prove di tutti i reati del gruppo. Il piano ideato si poggia totalmente sull'aiuto di un infiltrato che si scopre però essere un corrotto: assieme ad una collega voleva sottrarre milioni di dollari alla Stirpe di Satana, ma per avidità la donna lo uccide. Watson scopre che Sherlock è sentimentalmente attratto da Fiona e lo spinge ad avvicinarsi a lei.
- Ascolti USA: telespettatori 6 100 000[23]
- Ascolti Italia: telespettatori 1 246 000 – share 6,58%[24]

## Veleni
- Titolo originale: A Study in Charlotte
- Diretto da: Guy Ferland
- Scritto da: Robert Hewitt Wolfe

### Trama
Watson è alle prese con dei vicini molesti, quando una intera classe di botanica viene avvelenata a casa del loro insegnante con dei funghi allucinogeni, sembra un incidente ma Holmes pensa a un omicidio. I funghi, che erano un regalo, sono stati adulterati, quando si recano a parlare con l'amica del professore scoprono che anche lei è stata uccisa giorni prima.
- Ascolti USA: telespettatori 5 950 000[25]
- Ascolti Italia: telespettatori 1 233 000 – share 5,59%[26]

## Chi è l'uomo mascherato?
- Titolo originale: Who is That Masked Man?
- Diretto da: Larry Teng
- Scritto da: Jason Tracey

### Trama
Alcuni criminali cinesi vengono giustiziati nella loro sala giochi mentre Watson e Holmes sono ancora alle prese col caso del tentato omicidio del padre di quest'ultimo.
- Ascolti USA: telespettatori 5 820 000[27]
- Ascolti Italia: telespettatori 1 286 000 – share 5,65%[28]

## Su in paradiso e giù all'inferno
- Titolo originale: Up to Heaven and Down to Hell
- Diretto da: John Polson
- Scritto da: Tamara Jaron

### Trama
Una donna di 70 anni precipita da una terrazza e cade addosso a un uomo uccidendolo. Holmes scopre che la donna non è caduta da sola ma è stata spinta. Si scopre che la signora aveva fatto testamento in favore del suo cane, a discapito dei figli, ma il movente sembra riguardare i diritti sul suo palazzo, per lo spazio aereo, uno noto costruttore vorrebbe costruirci un grattacielo. Indagando tra i gruppi che si oppongono al progetto scoprono che il maggiore oppositore è morto da giorni.
- Ascolti USA: telespettatori 5 850 000[29]
- Ascolti Italia: telespettatori 1 094 000 – share 5,73%[28]

## Braccato
- Titolo originale: Hounded
- Diretto da: Ron Fortunato
- Scritto da: Robert Hewitt Wolfe

### Trama
Sherlock e Joan vengono contattati per indagare sulla morte di Charles Baskerville da suo fratello Henry, sembra che il padre di Henry e quello di Holmes fossero amici. L'uomo stava correndo a Central Park quando è caduto da un terrapieno ed è stato investito da un camion, ma il fratello sospetta un omicidio. Intanto Sherlock deve aiutare il medico legale Eugene Hawes, con dei problemi legati all'abuso di anfetamine.
- Ascolti USA: telespettatori 5 640 000[30]
- Ascolti Italia: telespettatori 1 359 000 – share 5,46%[31]

## I supereroi
- Titolo originale: You've Got Me, Who's Got You?
- Diretto da: Seith Mann
- Scritto da: Paul Cornell

### Trama
Davanti a una panetteria viene ritrovato il corpo di un uomo con maschera e mantello da supereroe, il nome che usava era Ranger di mezzanotte.
L'uomo inseguiva spacciatori e ladri e potrebbe aver dato fastidio a qualcuno, ma dato che il nome e il costume era stato preso da un noto albo a fumetti, i sospetti si concentrano sulla casa editrice. Morland chiede un favore a Watson.
- Ascolti USA: telespettatori 5 280 000[32]
- Ascolti Italia: telespettatori 1 182 000 – share 4,98%[33]

## Pronti o no
- Titolo originale: Ready or Not
- Diretto da: Christine Moore
- Scritto da: Bob Goodman

### Trama
Watson e Holmes indagano sulla scomparsa di un medico, appassionato di tecniche survivaliste. La moglie pensa a una fuga volontaria e dalle indagini emergono guai con degli spacciatori, ma poi viene trovato il cadavere. Sembra che il dottore avesse investito un mucchio di soldi in una società di bunker di lusso, che promette vitto e alloggio in caso di una apocalisse. Quando Sherlock e Joan riescono a incontrare il proprietario scoprono che il dottore è stato probabilmente ucciso nel suo bunker. Holmes capisce subito che tutta la struttura è solo una enorme truffa per abbindolare gente ricca, ma non sembra essere lui il responsabile.   
- Ascolti USA: telespettatori 5 160 000[34]
- Ascolti Italia: telespettatori 1 137 000 – share 4,59%[35]

## La partita a poker
- Titolo originale: All In
- Diretto da: Aaron Lipstadt
- Scritto da: Kelly Wheeler

### Trama
Una donna ferita si presenta a casa di Holmes e Watson, si chiama Lin Wen, dice di essere stata attaccata in casa da un uomo mascherato ma è riuscita fuggire. Racconta di essere un agente immobiliare, di essersi rivolta a loro perché stava assieme a Mycroft e che a volte ospita partite a carte illegali in alcuni immobili, ma nell'ultima partita i giocatori sono stati rapinati, qualcuno avrà pensato a una talpa, da qui l'aggressione. Holmes scopre che anche l'NSA indaga sui rapinatori, che sono degli agenti segreti turchi. Inoltre scoprono che anche la mazziera Szofi Demir, è un agente segreto. La rapina era solo un pretesto per duplicare una chiave e criptare i server dell'azienda di uno dei giocatori.
Alla fine Joan scopre che Lin ha mentito: non è mai stata con Mycroft, lo ha detto solo per avvicinarsi a lei perché è sua sorella.
- Ascolti USA: telespettatori 6 380 000[36]
- Ascolti Italia: telespettatori 1 383 000 – share 5,84%[37]

## L'arte imita l'arte
- Titolo originale: Art Imitates Art
- Diretto da: Ron Fortunato
- Scritto da: Arika Lisanne Mittman

### Trama
Una donna Phoebe Elliot viene assassinata mentre esce dalla palestra. Dalla indagini emerge che ultimamente veniva contattata spesso perché un suo selfie al college era stato riutilizzato da un artista contemporaneo. Quando si recano alla galleria d'arte scoprono che alcuni ritratti, altri selfie di altre donne, sono stati rubati. Parlando con una di queste, che aveva minacciato l'artista, scoprono che anche lei aveva fatto foto di nascosto ai ritratti per rivenderli, allora Sherlock nota un dettaglio nel selfie di Phoebe, un uomo accanto a una macchina, che in quello della galleria non c'era. L'uomo in questione Lewis Bauman si trova in galera da qualche anno per l'omicidio di una studentessa Marissa Keegan, ma se il selfie di Phoebe è autentico allora l'uomo ha un alibi per il momento del delitto. L'auto usata per l'omicidio di Phoebe viene poi ritrovata abbandonata in Connecticut. Dalle analisi sul veicolo il colpevole sembrerebbe il fratello di Phoebe, ma Holmes si insospettisce, quando legge il rapporto nota che il laboratorio che ha effettuato le analisi è lo stesso dell'omicidio di Marissa Keegan. Il supervisore responsabile di quel laboratorio falsa i risultati. 
- Ascolti USA: telespettatori 6 040 000[36]
- Ascolti Italia: telespettatori 1 363 000 – share 5,80%[38]

## Niente è più come appare
- Titolo originale: Ain't Nothing Like the Real Thing
- Diretto da: Jeremy Webb
- Scritto da: Nick Thiel e Jeffrey Paul King

### Trama
Sherlock e Joan stanno indagando su un apparente furto d'auto andato storto, finito con la morte sia dell'autista che del rapinatore. Tuttavia, molti dettagli non si adattano a questa storia: il presunto rapinatore era mancino, ma la pistola è finita accanto alla sua mano destra, arrivando a scoprire che il rapinatore era in realtà un sicario assunto dal socio dell'autista. Il socio era sotto pressione da parte della vittima per vendere alcune proprietà apparentemente prive di valore. Il partner, tuttavia, sapeva che conteneva rare piante del valore di decine di milioni di dollari. L'autista e il sicario decisero invece di inscenare un falso omicidio in modo da poter ricattare il partner. La moglie dell'autista lo ha affrontato durante la messa in scena e ha ucciso entrambi gli uomini perché ha scoperto che suo marito stava progettando di abbandonarla e iniziare una nuova vita a Tahiti. Quando ha sparato a suo marito, il rinculo ha fatto urtare la sua mano contro la portiera dell'auto, rimuovendo il diamante dall'anello che indossava. Il diamante si è mescolato con i frantumi del finestrino rotto, ma Sherlock lo trova e capisce cosa è successo.
Nel frattempo, Joan incontra Emil Kurtz, la sua talpa nell'organizzazione di Morland, ed è preoccupata che Morland stia sospettando qualcosa. L'episodio termina con Bell che viene chiamato per una rapina a mano armata in una tavola calda con più vittime, una delle quali è proprio Kurtz.
- Ascolti USA: telespettatori 5 510 000[39]
- Ascolti Italia: telespettatori 1 168 000 – share 4,57%[40]

## Il punto di vista
- Titolo originale: Turn It Upside Down
- Diretto da: Lucy Liu
- Scritto da: Bob Goodman

### Trama
Sherlock è furioso con Joan perché lei non lo ha informato del suo coinvolgimento nel caso Morland. I due sospettano che Morland abbia ordinato l'assassinio di Kurtz al ristorante, ma le prove puntano altrove dopo che il sospetto confessa sia quello, che un altro omicidio su commissione di due settimane prima. La prima vittima, Patricia Naylor, era una psichiatra che aveva ideato un sondaggio online chiamato "Depravity and Atrocity Numeration Test" (DANTE), che chiedeva ai partecipanti di scegliere la meno terribile tra una serie di opzioni disgustose per aiutare a stabilire le linee guida di condanna per crimini efferati. Tuttavia, Sherlock sospetta che il sondaggio sia stato utilizzato per identificare gli psicopatici da reclutare come killer in vari crimini. Scopre che l'assistente di laboratorio di Naylor stava vendendo i risultati dei test a una persona che inizialmente pensava fosse con la CIA. I nomi usati dal contatto, due titolari della cattedra di matematica a Cambridge, avvertono Sherlock del coinvolgimento del suo avversario di lunga data, Moriarty.
- Ascolti USA: telespettatori 5 150 000[41]
- Ascolti Italia: telespettatori 965 000 – share 3,83%[42]

## La mano invisibile
- Titolo originale: The Invisible Hand
- Diretto da: Guy Ferland
- Scritto da: Robert Doherty e Jason Tracey

### Trama
Nell'ufficio di Morland viene messa una bomba da un sicario russo; questo porta Sherlock a un professore di economia, Joshua Vikner. Non solo è il capo dell'organizzazione di Moriarty, ma è anche il padre di sua figlia. Nuove prove sul sicario emergono dopo di che un furioso Morland cerca senza successo di costringere Sherlock a dirgli il nome del custode. Il sicario russo viene arrestato, ma non condivide alcuna informazione utile. Sherlock nota la corrosione sulla sua cintura e un odore particolare, identificando così il propellente stato usato nell'attentato dinamitardo. Questo porta la squadra al furto di un barile di pesticidi, legato a sua volta al caso di una persona scomparsa.
Nel frattempo, Vikner convoca Sherlock per discutere di una possibile tregua con Morland, ma Sherlock lo informa che Morland sarà soddisfatto solo della sua morte. Mentre la squadra si prepara per un colloquio con il procuratore distrettuale, il prigioniero viene coinvolto in un omicidio-suicidio da un poliziotto alle prime armi che si rivela essere uno degli psicopatici segnalati nel sondaggio DANTE. Quando Sherlock e Joan tornano a casa, si trovano faccia a faccia con una bomba identica alla prima.
Morland rivela che anche la madre di Sherlock era una tossicodipendente.
- Altri interpreti: Tony Curran (Joshua Vikner)
- Ascolti USA: telespettatori 5 450 000[43]
- Ascolti Italia[44]: telespettatori 670 000 – share 3,61%[45]

## Un diverso tipo
- Titolo originale: A Difference in Kind
- Diretto da: John Polson
- Scritto da: Jason Tracey e Robert Doherty

### Trama
Sherlock disinnesca rapidamente la bomba e deduce che non è stata preparata da Vikner, ma da un rivale che vuole incastrarlo e renderlo il bersaglio della vendetta di Moriarty, poiché Moriarty stesso ha ordinato alla sua organizzazione di non far del male a Sherlock e Joan. I due scoprono con l'aiuto di Morland che l'attentatore è collegato a un diplomatico iraniano dell'organizzazione, Hashemi. Rivela che lei e altri volevano qualcuno più scaltro a prendere il comando - Morland - ma Vikner ha eliminato i suoi rivali interni e ha preso di mira Morland. Sherlock, Joan e Morland lavorano insieme per incastrare Vikner per un crimine federale, ma lui scompare, informato da un contatto all'interno dell'FBI. Morland, per proteggere suo figlio accetta di incontra Vikner, anche se ne va della sua sicurezza. Tuttavia, gli uomini di Hashemi uccidono Vikner. Morland incontra Sherlock rivelandogli che ha assunto la guida dell'organizzazione perché può essere smantellata solo dall'interno e che era l'unico modo per garantire che non avrebbe perso suo figlio. Promette anche che l'organizzazione non avrà più una sede a New York e si prepara a tornare a Londra.
- Ascolti USA: telespettatori 5 460 000[46]
- Ascolti Italia[47]: telespettatori 660 000 – share 4,09%[48]